# Myrioblephara adumbrata
Myrioblephara adumbrata är en fjärilsart som beskrevs av W. Warren 1906. Myrioblephara adumbrata ingår i släktet Myrioblephara och familjen mätare. Inga underarter finns listade i Catalogue of Life.